# Смирнов, Борис Николаевич
Борис Николаевич Смирнов (19 июля 1916, Дмитров, Московская губерния — неизвестно) — советский инженер-строитель. Лауреат Сталинской премии (1951), Заслуженный строитель РСФСР.

## Биография

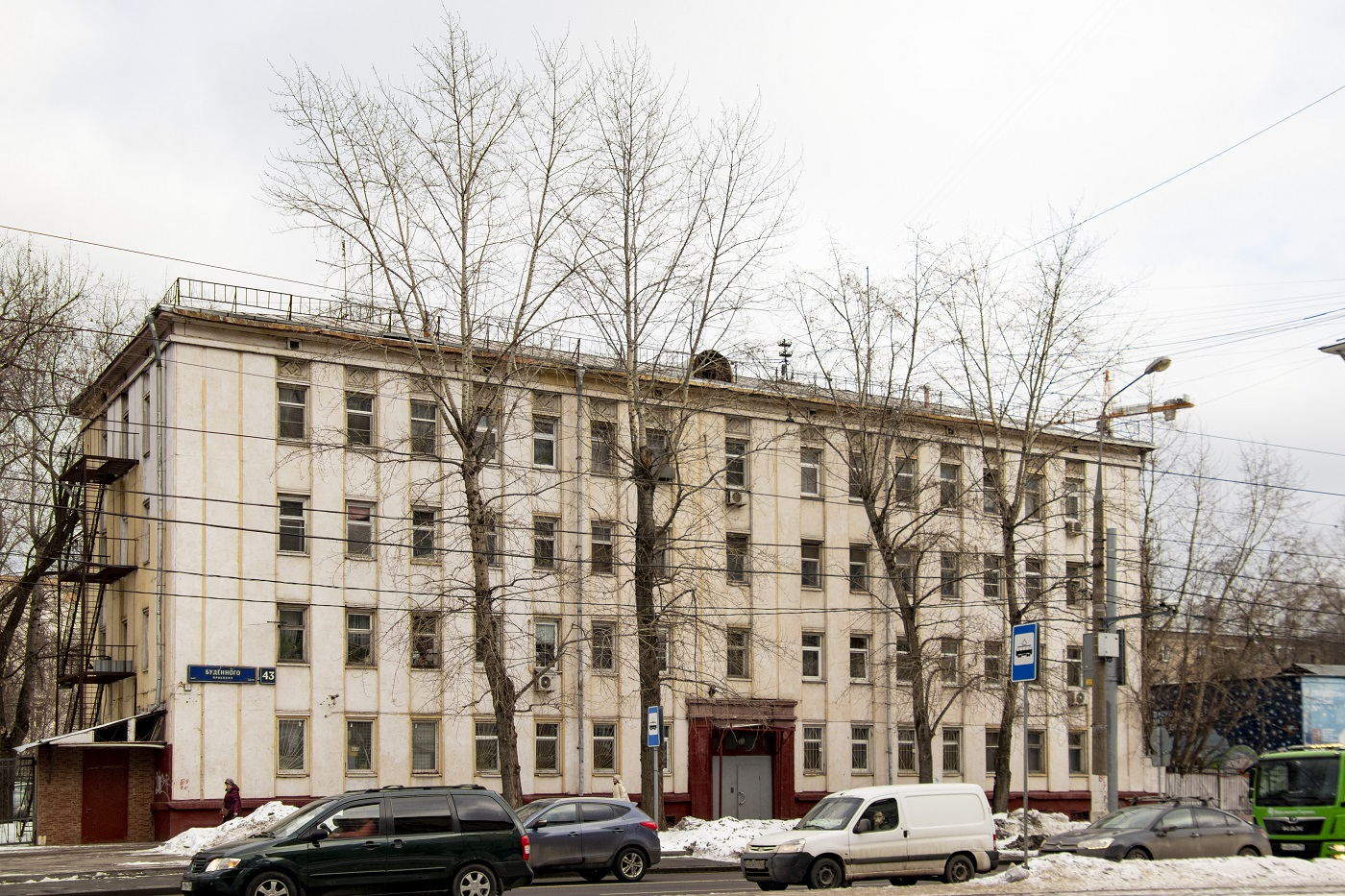
Первый в СССР каркасно-панельный дом. 1948 г. Москва, пр. Будённого, 43

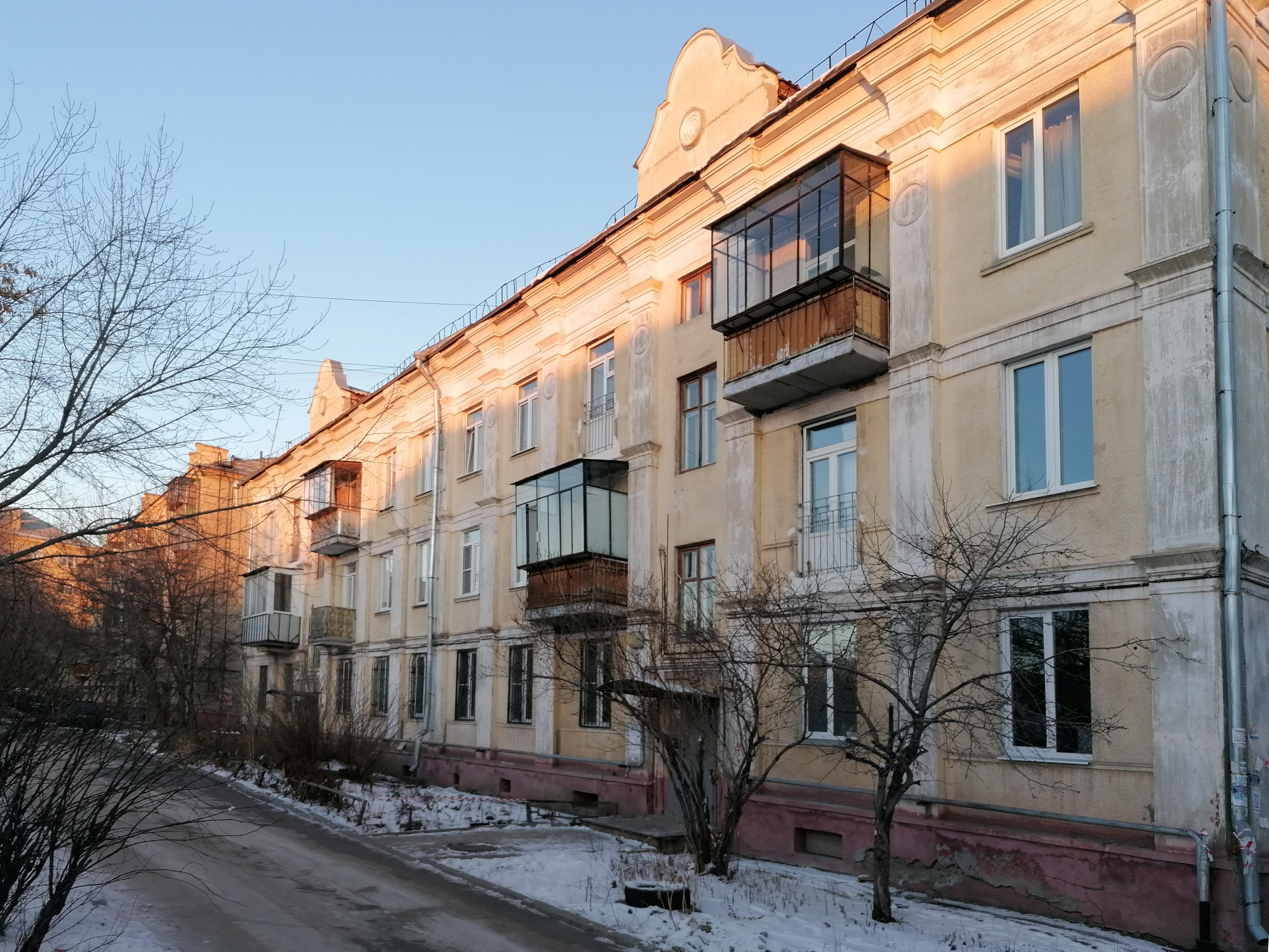
Первый в СССР крупнопанельный бескаркасный дом. 1950 г. Магнитогорск, пр. Карла Маркса, 32

Родился 19 июля 1916 года в Дмитрове в семье директора гимназии. С детства увлекался техникой и спортом. После окончания в 1940 году Ленинградского инженерно-строительного института был направлен на работу в кабинет строительной техники Академии архитектуры СССР (руководитель Г. Ф. Кузнецов). Занимался исследованием индустриальных конструкций гражданских зданий.
Принимал участие в Великой Отечественной войне. Весно1 1942 года попал в плен под Харьковом, однако через несколько дней совершил побег и вернулся на службу. В начале 1944 года во время Корсунь-Шевченковской операции получил тяжёлое ранение и попал в госпиталь на несколько месяцев. Оставшиеся после ранения осколки в лёгком спустя несколько лет удалил хирург А. А. Вишневский.
После демобилизации Б. Н. Смирнов вернулся на работу в НИИСТ (бывший кабинет строительной техники Академии архитектуры). В 1947—1948 годах по разработанному Т. П. Антиповым, Г. Ф. Кузнецовым, Н. В. Морозовым и Б. Н. Смирновым проекту был построен первый четырёхэтажный каркасно-панельный дом в Москве (на Мейеровском проезде). Параллельно те же инженеры разработали сборный железобетонный каркас, который был применён в экспериментальных каркасно-панельных домах, построенных на Хорошёвском шоссе и на Песчаных улицах в 1950—1954 годах.
В 1947 году НИИСТ совместно с НИИЖилища выиграли конкурс на проект первого полносборного крупнопанельного бескаркасного дома для Магнитогорска (архитектор З. Н. Нестерова, конструкторы Г. Ф. Кузнецов, Б. Н. Смирнов, технолог А. К. Мкртумян). Авторский коллектив более года провёл в командировке в Магнитогорске. После возвращения в Москву в 1949 году они были награждены орденами.
В первой половине 1950-х годов Академия архитектуры начала проектирование первого пяти-семиэтажного панельного бескаркасного дома в Москве на Октябрьском поле (ныне улица Маршала Бирюзова, 7). Работу выполняли инженеры Г. Ф. Кузнецов (руководитель), Б. Н. Смирнов, Н. В. Морозов, Т. П. Антипов, архитекторы Л. М. Врангель, 3. Н. Нестерова, Н. А. Остерман, технологи А. К. Мкртумян, Ю. Б. Монфред, М. Кирсанова и другие. В этом проекте Б. Н. Смирнов занимался конструкциями дома и, в частности, узлами их сопряжения. В дальнейшем на основе технологических решений этого проекта Военпроект Главвоенстроя при участии Б. Н. Смирнова разработал серию пятиэтажных панельных жилых домов, построенных в районе Октябрьского поля. Однако массовой данная серия не стала.
Технологические решения, отработанные в экспериментальных домах в Магнитогорске и Москве нашли воплощение в конкурсном проекте пятиэтажных жилых домов и домостроительного завода, разработанном ЦНИИЭП жилища (Б. Н. Смирнов, Д. Д. Сергеев, Т. Г. Маклакова и другие) и Гипростроммашем (А. А. Сусников, Н. П. Розанов, А. Г. Розенфельд и другие). В дальнейшем данные принципы были внедрены в серии пятиэтажных жилых домов 1-464.
Последний период жизни Б. Н. Смирнов работал в ЦНИИЭП жилища на должности главного конструктора проектного отделения. Им были разработаны безметалльные самозаклинивающиеся стыки панелей бескаркасных домов, которые нашли применение в экспериментальном строительстве в Подольске. Основная часть работы Б. Н. Смирнов заключалась в консультациях, согласованиях и контроле продукции проектных мастерских института. Он также занимался подготовкой руководящих документов. В 1970—1980-х годах занимался изучением и внедрением методов сборно-монолитного домостроения.
Член Союза архитекторов СССР с 1957 года. Занимался общественной работой в НТС Института, НТС Госгражданстроя, НТС Госстроя РСФСР и Госстроя СССР, в Комиссии Индустриализации Союза архитекторов, в редколлегии журнала «Жилищное строительство». Автор около 60 научных публикаций. Имел звание инструктора по альпинизму.

## Награды и звания
- Сталинская премия третьей степени (1951) — за разработку конструкций и внедрение в строительную практику многоэтажных каркасно-панельных жилых домов со сборным железобетонным каркасом (в составе коллектива)[5]
- Заслуженный строитель РСФСР[4]
- орден Отечественной войны I степени (1985)[1]
- два ордена Отечественной войны II степени (1944, 1951)[1]

## Семья
Был женат на Фёдоровой Ирине Борисовне, незадолго до войны у них родился сын.